# Пештера (Бейца, Хунедоара)
Пештера (рум. Peștera) — село у повіті Хунедоара в Румунії. Входить до складу комуни Бейца.
Село розташоване на відстані 309 км на північний захід від Бухареста, 17 км на північ від Деви, 100 км на південний захід від Клуж-Напоки, 129 км на схід від Тімішоари.

## Населення
За даними перепису населення 2002 року у селі проживали 110 осіб, з них 108 осіб (98,2%) румунів. Рідною мовою 109 осіб (99,1%) назвали румунську.